# Посадка (авиация)
Посадка — завершающий этап полёта воздушного судна (летательного аппарата (ЛА)), при котором происходит замедление движения воздушного судна с высоты 50 футов (15 метров) над торцом взлётно-посадочной полосы (ВПП) до полной остановки воздушного судна на ВПП.
Грубая посадка воздушного судна (с повышенной перегрузкой) может привести к его разрушению и катастрофе (гибели экипажа и пассажиров). В средствах массовой коммуникации (СМК) и непрофессиональной литературе для обозначения грубой посадки некорректно используется разговорное словосочетание «жёсткая посадка».

## Посадка самолёта
Этап посадки самолёта начинается с высоты 25 метров над уровнем порога ВПП (в случае стандартной курсо-глиссадной системы) и завершается пробегом по ВПП до полной остановки летательного аппарата. Для лёгких самолётов этап посадки может начинаться с высоты 9 метров. Посадка — самый сложный этап полёта, так как при уменьшении высоты уменьшается возможность исправления ошибок лётчика или автоматических систем.
Непосредственно посадке предшествует заход на посадку — часть полёта, которая включает предпосадочное маневрирование в районе аэродрома с постепенным изменением конфигурации летательного аппарата из полётной в посадочную. Например, конфигурацию самолёта при заходе на посадку начинают изменять с выпуска шасси, затем выпускают предкрылки и в последнюю очередь, иногда постепенно, выпускают закрылки, при этом скорость самолёта снижается до посадочной. Завершение выпуска закрылков может производиться на глиссаде. Порядок выпуска механизации крыла и шасси прописан в РЛЭ для каждого типа. Заход на посадку начинается на высоте не менее 400 метров по давлению аэродрома. Скорость захода на посадку должна превышать скорость сваливания при данной конфигурации летательного аппарата не менее чем на 30 %. В аварийной ситуации скорость захода на посадку может превышать скорость сваливания на 25 %. Заход на посадку завершается либо посадкой, либо уходом на второй круг. На второй круг летательный аппарат уходит при превышении допустимых отклонений параметров траектории при снижении на глиссаде от номинальных. Решение о посадке пилот обязан принять не ниже высоты принятия решения.
Воздушная часть посадки длится порядка 6—10 секунд и включает:
- Выравнивание — часть посадки, во время которой вертикальная скорость снижения на глиссаде практически уменьшается до нуля; начинается на высоте 8—10 метров и завершается переходом к выдерживанию на высоте 0,5—1 метр.
- Выдерживание — часть посадки, во время которой продолжается дальнейшее плавное снижение аппарата с одновременным уменьшением скорости и увеличением угла атаки до значений, при которых возможно приземление и пробег.
- Парашютирование — часть посадки, которая начинается при уменьшении подъёмной силы крыла и характеризуется ростом вертикальной скорости; однако из-за малой высоты выдерживания при контакте летательного аппарата с землёй вертикальная скорость незначительна. Иногда в жаркую погоду восходящие потоки от нагретой ВПП держат машину в воздухе на т.н. «воздушной подушке», не давая шасси коснуться полосы. Из-за этого образуется перелёт.
- Приземление — контакт летательного аппарата с земной поверхностью; самолёты с носовой стойкой осуществляют приземление на основные стойки, с хвостовой — на все стойки шасси одновременно (приземление на три точки); приземление на стойки, расположенные впереди центра масс, может привести к повторному отделению самолёта от ВПП — «козлению».

Иногда для уменьшения посадочной дистанции посадку осуществляют без выдерживания, а в отдельных случаях и без полного выравнивания.
После приземления следует этап пробега. Самолёт на большой (но не достаточной для полёта) скорости по инерции движется по ВПП, постепенно замедляясь. Самолёты с носовой стойкой первое время катятся на основных стойках, затем носовая стойка опускается и колесо касается ВПП. На большинстве пассажирских самолётах уменьшению скорости помогает реверс тяги. А также (если установлены) интерцепторы. На более ранних самолётах реверс мог быть установлен ещё в воздухе, на современных лайнерах реверс включается только после полного обжатия основных стоек шасси. После достижения определённой скорости реверс выключается и самолёт тормозится тормозными колодками, расположенными в шасси.
В условиях ограниченной длины ВПП посадка осуществляется при помощи специальных приспособлений. Например, при посадке истребителей на авианосец применяются аэрофинишёры — тормозные тросы, натянутые на палубе, за которые истребитель цепляется специальным крюком, и которые гасят кинетическую энергию приземлившегося самолёта. Примечательно, что в момент касания пилот включает взлётный режим на случай неудачного зацепления крюком аэрофинишёра. На наземных аэродромах с целью уменьшения пробега на некоторых самолётах применяется тормозной парашют.

## Посадка автожира
Посадка автожира, как и его полёт, производится в режиме авторотации несущего винта. Перед касанием выполняется гашение горизонтальной скорости взятием ручки управления на себя (увеличение тангажа). Посадочная скорость типичного лёгкого автожира (при отсутствии ветра) лежит в диапазоне 25—45 км/ч (ориентировочно). По причине столь малой скорости посадки посадочный пробег автожира крайне короткий, и может составлять единицы метров; при наличии встречного ветра умеренной силы посадка может быть и вертикальной.

## Посадка вертолёта
Все вертолёты могут выполнять как вертикальную посадку, так и (при необходимости) посадку с пробегом (по-самолётному). Последний случай относится, разумеется, к вертолётам с колёсным шасси, а также тяжелым вертолетам и вертолетам с грузом, когда вертикальная посадка сложна или вообще невозможна без поступательной скорости.
Вертолёты с полозковым шасси, хотя и могут (в принципе) выполнять посадку с некоторой горизонтальной скоростью, мало приспособлены к этому и  используют такую технику посадки редко (а именно — в случаях недостаточной мощности двигателя для выполнения висения, при ряде отказов и т. д.). Посадка в этом случае выполняется с минимальной возможной поступательной скоростью.
При посадке вертолета на нормальном самолетном аэродроме экипаж вертолета действует точно также,как и экипаж самолета,то есть заход на посадку и сама посадка выполняется в соответствии со схемой захода данного конкретного аэродрома. Вертикальная посадка вертолета при этом выполняется на площадке приземления, обозначенной в начале ВПП. На аэродромах, где на постоянной основе базируются самолеты и вертолеты, круг захода на посадку может быть разный (правый-левый) для самолетов и вертолетов (из-за существенно разной скорости захода), и оборудованы отдельные вертолетные площадки, дабы не занимать ВПП тихоходной техникой (вертолетом).
Посадка вертолета вне обозначенной зоны посадки, посадка на РД, на собственной стоянке, а также перелет по аэродрому вместо руления являются грубыми нарушениями летной дисциплины, так как потенциально опасны и могут привести к повреждению дорогостоящей техники и гибели людей, и подлежат неминуемому наказазанию виновных вплоть до пожизненного отстранения от летной деятельности (а при последствиях вступает в дело уголовный кодекс).